# Сильвестр (Стойчев)
Архиепи́скоп Сильве́стр (в миру Алекса́ндр Никола́евич Сто́йчев; род. 30 мая 1980, Одесса, УССР) — архиепископ Украинской православной церкви, архиепископ Белогородский, викарий Киевской митрополии, ректор Киевской духовной академии и семинарии (с 21 декабря 2017 года), управляющий Юго-восточным киевским викариатством (с 5 января 2018 года).
Тезоименитство — 15 января (святителя Сильвестра, папы Римского).

## Биография
Родился в семье рабочих. С 1986 по 1997 год учился в средней школе № 125.
В 1998 году поступил в Одесскую духовную семинарию, которую окончил в 2002 году.
В 2005 году поступил в Московскую духовную академию. В 2006—2007 годах преподавал ряд богословских дисциплин на факультете психологии Российского православного университета апостола Иоанна Богослова.
После окончания Московской духовной академии был принят на работу в Киевские духовные академию и семинарию.
2 апреля 2009 года в Дальних пещерах Киево-Печерской лавры ректором Киевской духовной академии архиепископом Бориспольским Антонием (Паканичем) был пострижен в мантию с наречением имени в честь святителя Сильвестра, папы Римского.
12 апреля того же года в Трапезном храме Киево-Печерской Лавры митрополитом Киевским и всея Украины Владимиром (Сабоданом) был рукоположён в сан иеродиакона.
21 мая того же года рукоположён в сан иеромонаха архиепископом Бориспольским Антонием.
В день Пятидесятницы 2009 года награждён наперсным крестом.
С 2008 по 2017 годы — ответственный редактор официального сайта Киевской духовной академии и семинарии и куратор студенческого журнала «Академический Летописец».
В сентябре 2009 года становится куратором созданного тогда же Научного студенческого общества КДА.
13 декабря 2009 года в Трапезном храме Свято-Успенской Киево-Печерской лавры митрополитом Владимиром (Сабоданом) возведён в сан игумена.
26 апреля 2010 года защитил кандидатскую диссертацию «Религиозно-философские взгляды М. М. Тареева».
1 мая 2013 года возведён в сан архимандрита.
30 августа 2013 года согласно указу Предстоятеля Украинской Православной Церкви Митрополита Киевского и всея Украины Владимира назначен старшим помощником ректора Киевских духовных школ по учебно-методической работе вместо упразднённой тогда же должности проректора по учебной работе. Занимал должность проректора по учебно-методической работе до назначения его ректором Киевских духовных школ.
23 октября 2014 года решением Священного синода Русской православной церкви включён в состав Межсоборного присутствия.
С 2014 года — заместитель главы комиссии по канонизации святых Киевской епархии.
4 апреля 2017 года решением Священного синода УПЦ включён в состав Богословско-канонической комиссии при Священном Синоде Украинской Православной Церкви.

## Архиерейство
21 декабря 2017 года решением Священного синода Украинской православной церкви был назначен на должность ректора Киевских духовных академии и семинарии и избран епископом Белогородским, викарием Киевской митрополии.
23 декабря того же года в Трапезном храме преподобных Антония и Феодосия Свято-Успенской Киево-Печерской лавры был наречён во епископа.
24 декабря 2017 года предстоятель Украинской православной церкви, митрополит Киевский и всея Украины Онуфрий (Березовский) возглавил хиротонию ректора КДА архимандрита Сильвестра (Стойчева) во епископа Белогородского, викария Киевской митрополии во время Божественной литургии в Трапезном храме преподобных Антония и Феодосия Печерских Успенской Киево-Печерской лавры. В епископской хиротонии приняли участие наместник Свято-Успенской Киево-Печерской лавры митрополит Вышгородский и Чернобыльский Павел (Лебедь), председатель отдела внешних церковных связей УПЦ митрополит Луганский и Алчевский Митрофан (Юрчук), управляющий делами УПЦ митрополит Бориспольский и Броварской Антоний (Паканич), архиепископ Львовский и Галицкий Филарет (Кучеров), архиепископ Боярский Феодосий (Снигирев), епископ Бердянский и Приморский Ефрем (Яринко), епископ Бородянский Варсонофий (Столяр), епископ Вознесенский и Первомайский Алексий (Шпаков), епископ Южненский Диодор (Васильчук), епископ Гостомельский Тихон (Софийчук), епископ Барышевский Виктор (Коцаба).
С 4 января 2018 года управляющий Юго-восточным викариатством Киевской епархии.
С 8 декабря 2020 года является членом комиссии Межсоборного присутствия по богословию и богословскому образованию.
У 2020 году создано YouTube-канал епископа Сильвестра, где публикуются его лекции с Догматического богословия и Апологетики, проповеди, программы, а также интервью.
С 2020 года на YouTube-канале «Витражи» каждый день выходят толкования епископа Сильвестра на Евангельское чтение.
17 августа 2022 года Блаженнейшим Митрополитом Онуфрием возведен в сан архиепископа.

## Публикации
- Догматическое богословие. Учебное пособие для 2-го класса духовной семинарии. — К., 2016. — 240 с
- Догматичне богослов’я. Навчальний посібник для духовних семінарій. — К.: Видавничий відділ Української Православної Церкви, 2019. — 248 с.

- Преодоление разрыва между Московским Патриархатом и Русской Православной Церковью Заграницей как ложная аналогия в вопросе об украинских раскольниках (укр.). kdais.kiev.ua (21 февраля 2022). Архивировано 21 февраля 2022 года.
- Вопрос о признании рукоположений, совершенных в раскольнических сообществах: богословие, канонические и исторические аспекты http://kdais.kiev.ua/event/doklad-11112021/
- Преподобный Никодим Святогорец и его мысли о судебных полномочиях Константинопольского патриарха // Труди Київської духовної академії. — К., 2021. — № 34. — С. 19-30.
- Вопросы ректору // Академический летописец 2021. — № 29. — С. 12-15.
- Вопросы ректору // Академический летописец 2020. — № 28. — С. 12-15.
- Про нову еклезіологію Константинопольського патріархату – єпископ Сильвестр (Стойчев) (укр.). Українська Православна Церква (21 декабря 2020).
- Статутні документи УПЦ та ПЦУ: порівняльний аналіз // Труди Київської Духовної Академії. — 2020. — № 33. — С. 35-56.
- Доля «Феофанівської ієрархії» в 1620-30-ті рр. // Труди Київської Духовної Академії. — 2020. — № 32. — С. 29-44
- Київські духовні школи: тридцять років відродження (1989—2019) // Труди Київської Духовної Академії. — 2019. — № 31. — С. 29-40.
- Святитель Філарет (Амфітеатров) та духовні школи Києва // Труди Київської Духовної Академії. — 2019. — № 30. — С. 50-60.
- Нравственный облик ректора Киевской духовной академии епископа Сильвестра (Малеванского) в воспоминаниях современников // Труди Київської Духовної Академії. — 2018. — № 29. — С. 183—198. (соавтор: В. В. Бурега)
- Жизненный путь профессора Сергея Епифановича : к 100-летию со дня смерти выдающегося киевского патролога // Труди Київської Духовної Академії. — 2018. — № 29. — С. 26-34.
- Релігійно-моральні принципи в літературний спадщини митрополита Володимира (Богоявленського) // Труди Київської Духовної Академії. — 2018. — № 28. — С. 39-48.

1. Радоница. Зачем молиться об усопших? URL: http://kdais.kiev.ua/event/Радоница-Зачем-молиться-об-усопших/
2. Вопросы ректору // Академический летописец 2018. — № 22. — С. 8-10.
3. Вопросы ректору // Академический летописец 2018. — № 23. — С. 8-10
4. Вопросы ректору // Академический летописец 2019. — № 24. — С. 8-10.
5. Вопросы ректору // Академический летописец 2019. — № 25. — С. 8-10.
6. Вопросы ректору // Академический летописец 2020. — № 26. — С. 8-10.
7. Вопросы ректору // Академический летописец 2020. — № 27. — С. 8-10.
8. Феномен академического монашества в КДА. pravlife.org. Православная Жизнь (13 сентября 2019).
9. О Великом посте и каноне Андрея Критского — https://pravlife.org/ru/content/o-velikom-poste-i-kanone-andreya-kritskogo
10. Жены-мироносицы и их служение. URL: http://kdais.kiev.ua/event/Статья-епископа-Сильвестра-о-Женах-мироносицах/
11. Почему ректор Киевских духовных школ семинаристов заставляет читать. . URL: http://kdais.kiev.ua/event/Интервью-Почему-ректор-Киевских-духовных
12. Интервью ректора КДА епископа Белогородского Сильвестра журналу «Академический Летописец». . URL: http://kdais.kiev.ua/event/Интервью-ректора-КДА-епископа-Белогородского/
13. Перше інтерв’ю єпископа Білогородського, як ректора КДА. . URL: http://kdais.kiev.ua/event/Перше-інтервю-єпископа-Білогородського/ (недоступная+ссылка)
14. Слово при нареченні на єпископа Білогородського, вікарія Київської Митрополії // Труди Київської Духовної Академії. — 2018. — № 28. — С. 13-18
15. Дискуссия между профессорами Ю. А. Кулаковским и М. Г. Ковальницким о правовых аспектах отношения римских властей к христианам до издания миланского эдикта // Труди Київської Духовної Академії. — № 19.
16. Проблемы церковного календаря: прошлое и настоящее // Церковная православная газета. — № 1 (371).
17. О том, чем полезен известный критик христианства Умберто Эко . URL: http://pravlife.org/content/arhimandrit-silvestr-stoychev-o-tom-chem-polezen-izvestnyy-kritik-hristianstva-umberto-eko
18. Что такое беснование и как его опознать? . URL: http://pravlife.org/content/chto-takoe-besnovanie-i-kak-ego-opoznat
19. Пассия: служить или не служить?
20. Непопулярные советы для «продвинутой» молодёжи . URL: http://pravlife.org/content/gadzhety-ne-delayut-cheloveka-mudrym-uveren-arh-silvestr-stoychev-pomoshchnik-rektora-kda
21. Доцент КДА рассказал, зачем православным философия URL: http://www.bf-favor.org/reviews/artilce/dotsent kda raskazal zachem pravoslavnym filosofiya
22. Доцент КДА ответил на критику в адрес основателя и небесного покровителя Киевских Духовных Школ . URL: https://web.archive.org/web/20180220104421/http://www.bf-favor.org/reviews/artilce/v_kda_otvetili_na_kritiku_v_adres_svoego_osnovatelya_i_nebesnogo_pokrovitelya
23. Сильвестр (Стойчев), архим. Почему люди верят СМИ? . URL: https://web.archive.org/web/20180225064734/http://www.bf-favor.org/reviews/artilce/dotsent_kda_rasskazal_mozhno_li_verit_sovremennym_smi
24. Как Свт. Григорий Палама из блестящего аристократа превратился в архиепископа и богослова? . URL: http://ww.pravlife.org/content/kak-svt-grigoriy-palama-iz-blestyashchego-aristokrata-prevratilsya-v-arhiepiskopa-I (недоступная+ссылка)
25. Кто такие ангелы? Православная ангелология . URL: http://www.pravlife.org/content/kto-takie-angely-pravoslavnaya-angelologiya
26. Русская Богословская Школа: попытка научной классификации . URL: http://pravlife.org/content/russkaya-bogoslovskaya-shkola-grandioznaya-popytka-nauchnoy-klassifikacii
27. Кто такие Гог и Магог. За какие заслуги они стали столь известны? . URL: http://pravlife.org/content/kto-takie-gog-i-magog-za-kakie-zaslugi-oni-stali-stol-izvestny
28. Сколько имен у Господа . URL: http://pravlife.org/content/arhimandrit-silvestr-stoychev-skolko-imen-u-gospoda
29. Какое отношение к студентам имеет мученица Татьяна, или как не бояться сессии . URL: http://pravlife.org/content/kakoe-otnoshenie-k-studentam-imeet-muchenica-tatyana-ili-kak-ne-boyatsya-sessii
30. Жития святых: кто и как их составляет
31. Про суд Божий для нехристиян // Церковная православная газета. 2016. — № 1 (395), січень
32. «Поколение google» и святитель Филарет, или как бороться с ленью
33. Кто попадет на страшный суд? . URL: http://pravlife.org/content/kto-popadet-na-strashnyy-sud
34. Зачем присутствовать на каноне Андрея критского и делать земные поклоны? . URL: http://pravlife.org/content/zachem-prisutstvovat-na-kanone-andreya-kritskogo-i-delat-zemnye-poklony
35. Таинство Причастия: что нужно знать, как часто можно причащаться, что является препятствием . URL: http://pravlife.org/content/tainstvo-prichastiya-chto-nuzhno-znat-kak-chasto-mozhno-prichashchatsya-chto-yavlyaetsya
36. Крещение: что происходит во время Таинства, кто может участвовать, кому нельзя быть крестным . URL: http://pravlife.org/content/kreshchenie-chto-proishodit-vo-vremya-tainstva-kto-mozhet-uchastvovat-komu-nelzya-byt
37. «Богословие — для всех — гость фестиваля православной неслышащей молодежи архимандритандрит Сильвестр (Стойчев)» . URL: http://prav-gluhie.church.ua/2016/05/07/bogoslovie-dlya-vsex-gost-festivalya-pravoslavnoj-neslyshashhej-molodezhi-arximandrit-silvestr-stojchev/
38. Может ли женщина быть священнослужителем в церкви? . URL: http://pravlife.org/content/mozhet-li-zhenshchina-byt-svyashchennosluzhitelem-v-cerkvi
39. В чём смысл жизни, как найти свое предназначение . URL: http://pravlife.org/content/v-chem-smysl-zhizni-kak-nayti-svoe-prednaznachenie
40. Богословие — это бесполезная трата времени? . URL: http://pravlife.org/content/bogoslovie-eto-bespoleznaya-trata-vremeni
41. О неопознанности познаваемого Образа Божия . URL: http://pravlife.org/content/o-neopoznannosti-poznavaemogo-obraza-bozhiya
42. Почему Иуда предал Христа? О предательстве Иуды Искариота . URL: http://pravlife.org/content/pochemu-iuda-predal-hrista
43. Бог умер. Почему именно таким, а не иным способом мы получаем наше спасение? . URL: http://pravlife.org/content/bog-umer-pochemu-imenno-takim-ne-inym-sposobom-my-poluchaem-nashe-spasenie
44. Зачем Христос спустился в ад . URL: http://pravlife.org/content/zachem-hristos-spustilsya-v-ad
45. Почему смерть существует, если попран ад? Почему люди продолжают умирать? . URL: http://pravlife.org/content/pochemu-smert-sushchestvuet-esli-popran-ad-pochemu-lyudi-prodolzhayut-umirat
46. Как правильно молиться: по молитвослову или своими словами? В чём разница? . URL: http://pravlife.org/content/kak-pravilno-molitsya-po-molitvoslovu-ili-svoimi-slovami-v-chem-raznica
47. Как относиться к общественному мнению современным христианам: игнорировать или прислушиваться? . URL: http://pravlife.org/content/kak-otnositsya-k-obshchestvennomu-mneniyu-sovremennym-hristianam-ignorirovat-ili
48. Можно ли кремировать умершего родственника? . URL: http://pravlife.org/content/mozhno-li-kremirovat-umershego-rodstvennika
49. В чём смысл жизни? Как узнать свое предназначение? . URL: http://pravlife.org/content/v-chem-smysl-zhizni-kak-uznat-svoe-prednaznachenie
50. Об устройстве Церкви. Что делает нас христианами, к какой церкви мы себя относим? . URL: http://pravlife.org/content/ob-ustroystve-cerkvi-chto-delaet-nas-hristianami-k-kakoy-cerkvi-my-sebya-otnosim
51. Богословское исследование отношений Адама и Евы. Зачем Бог сотворил Адаму и Еву? . URL: http://pravlife.org/content/bogoslovskoe-issledovanie-otnosheniy-adama-i-evy-zachem-bog-sotvoril-adamu-evu
52. Почему Бог — Троица? О триедином действии Бога в мире . URL: http://pravlife.org/content/pochemu-bog-troica-o-triedinom-deystvii-boga-v-mire
53. Дом, в котором мы живем . URL: http://pravlife.org/content/dom-v-kotorom-my-zhivem
54. Жены-Мироносицы: приблизиться к идеалу . URL: http://www.pravoslavie.ru/jurnal/53227.htm
55. О несении креста и следовании за Христом . URL: http://www.pravoslavie.ru/put/45590.htm
56. Народ Божий и идолы современности . URL: http://www.pravoslavie.ru/jurnal/55251.htm
57. «Труды КДА — это лицо эпохи» . URL: http://www.uchkom.info/index.php?option=com_content&view=article&id=712:-l-r&catid=28:2010-06-02-05-34-34&Itemid=4
58. Подарок к юбилею: об электронном издании журнала «Труды КДА» . URL: http://www.uchkom.info/index.php?option=com_content&view=article&id=211:-q-q-&catid=28:2010-06-02-05-34-34&Itemid=4
59. Рецензия на: Труды Нижегородской духовной семинарии: Сборник работ преподавателей и студентов. Выпуск 6. Нижний Новгород, 2008. 512 с.
60. С возникновением студенческого научного общества образовалась атмосфера, заряжающая энтузиазмом . URL: http://archive.taday.ru/text/1265558.html
61. Споры об ИНН: чего нужно бояться больше всего . URL: http://www.mgarsky-monastery.org/kolokol.php?id=2249
62. Жизнь и Богословие Михаила Тареева . URL: https://web.archive.org/web/20161205022645/http://theology.in.ua/ua/bp/bp_history/theological_history/38808
63. К вопросу о признании/непризнании таинств УАПЦ и УПЦ КП. [null .] URL: http://www.religion.in.ua/main/8688-a.html
64. Невеста Неневестная // Церковная православная газета. — № 7 (281).
65. «Радуйся, Кресте Господень!» // Церковная православная газета. — № 6 (304).
66. «Я назначил её вам для жертвенника». Библия и святые отцы об употреблении крови в пищу // Церковная православная газета. — № 8 (306).
67. Поститься в субботу ради подвига // Церковная православная газета. — № 5 (279).
68. О действительности таинств в других конфессиях // Церковная православная газета. — № 6 (328).
69. Традиции апостольской веры, или что есть столп и утверждение истины? // Церковная православная газета. — № 6 (280).

- К вопросу о западном влиянии в богословском наследии святителя Петра Могилы // Труди Київської духовної академії. — № 17
- Из истории богословских дискуссий: профессора М. М. Тареев и Д. И. Богдашевский // Труди Київської Духовної Академії. — № 16.
- Рецензия на: Сильвестр Сиропул. Воспоминания о Ферраро-Флорентийском Соборе (1438—1439): В 12 частях. СПб, 2010 // Труди Київської Духовної Академії. — № 14.
- Учение профессора М. М. Тареева о кенозисе // Труди Київської Духовної Академії. — 2010. — № 13. — С. 107—120.
- «Новое богословие» профессора М. М. Тареева // Труди Київської Духовної Академії. — 2010. — № 12. — С. 267—278.

- Проповедь в Прощеное Воскресение. Воспоминание Адамова изгнания // Труди Київської Духовної Академії. — 2021. — № 34. — С. 302—306.
- Проповедь в Неделю о блудном сыне // Труди Київської Духовної Академії. — 2020. — № 33. — С. 327—331.
- Слово на монашеском постриге // Труди Київської Духовної Академії. — 2020. — № 32. — С. 359—363.
- Мы сильны, когда мы сплочены // Труди Київської Духовної Академії. — 2019. — № 31. — С. 347—350.
- О послушании Святой Церкви. Слово на монашеском постриге // Труди Київської Духовної Академії. — 2019. — № 30. — С. 313—316.
- Проповедь в день памяти святого Архангела Гавриила [Текст] / Сильвестр (Стойчев) // Труди Київської Духовної Академії. — 2018. — № 29. — С. 330—332.
- Слово при нареченні на єпископа Білогородського, вікарія Київської Митрополії // Труди Київської Духовної Академії. — 2018. — № 28. — С. 13-18.
- Проповедь в день памяти преподобного Нестора Летописца и собора всех святых Киевской Духовной Академии // Труди Київської Духовної Академії. — № 20.

1. Преподобний Никодим Святогорець і його думки про судові повноваження Константинопольського патріарха[17]
2. Сильвестр (Стойчев) епископ. Действия Константинополя в отношении Украины — беспрецедентный пример нарушения канонических норм[18]
3. Сильвестр (Стойчев) єпископ. Праздновать ли Рождество со всей Европой?
4. Сильвестр (Стойчев) єпископ. «Хайп — это не то, чем должен заниматься университет». Интервью с епископом Белогородским Сильвестром, ректором Киевской духовной академии и семинарии
5. Сильвестр (Стойчев), епископ. «Почему Иуда предал Христа?»[19]
6. Сильвестр (Стойчев), епископ. О трех святых ректорах — нынешний глава КДА[20]
7. Сильвестр (Стойчев), епископ. Ректор академії розповів про глибинний зв’язок Благовіщення Пресвятої Богородиці та Великої Суботи (Відео)[21].
8. Сильвестр (Стойчев), епископ. О значении действий Святого Духа в Церкви и для нашего спасения (Відео)
9. Сильвестр (Стойчев), епископ. Вітальне слово ректора КДА учасникам міжнародної наукової конференції.
10. Сильвестр (Стойчев), епископ. Вітальні слова ректора КДА учасникам міжнародної науково-практичної конференції.
11. Сильвестр (Стойчев), епископ. Вітальне слово організаторам і учасникам XXVI Міжнародного симпозіуму з православної духовностів Бозе (Італія)
12. Сильвестр (Стойчев), епископ. О послушании Святой Церкви. Слово на монашеском постриге. // Труди Київської духовної Академії № 30
13. Сильвестр (Стойчев), епископ. Мы сильны, когда мы сплочены. // Труди Київської духовної Академії № 31
14. Сильвестр (Стойчев), епископ. Слово на монашеском постриге // Труди Київської духовної академії № 32
15. Учасникам міжнародної наукової конференції «Київський Митрополит сщмч. Володимир (Богоявленський) і початок гонінь на Православну Церкву у XX столітті» 7 лютого 2018 року [Електронний ресурс]. URL: http://kdais.kiev.ua/event/вітальне-слово-єпископа-білогородського/.
16. Учасникам міжнародної науково-практичної конференції XI наукових читань, присвячених пам’яті Володимира Михайловича Корецького. 28 січня 2018 року [Електронний ресурс]. URL: http://kdais.kiev.ua/event/Вітання-ректора-КДА-організаторам-та-учасникам/
17. Організаторам і учасникам XXVI Міжнародного симпозіуму з православної духовності в Бозе (Італія). «Рассудительность и христианская жизнь» 7 вересня 2018 року [Електронний ресурс]. URL: http://kdais.kiev.ua/event/Вітальне-слово-ректора-КДА-єпископа-Білогородського/
18. З нагоди Актового дня Московських духовних шкіл 14 жовтня 2018 року [Електронний ресурс]. URL: http://kdais.kiev.ua/event/%d0%92%d1%96%d1%82%d0%b0%d0%bb%d1%8c%d0%bd%d0%b5-%d1%81%d0%bb%d0%be%d0%b2%d0%be-%d1%80%d0%b5%d0%ba%d1%82%d0%be%d1%80%d0%b0-%d0%9a%d0%94%d0%90/
19. Організаторам та учасникам ІІ Міжнародної науково-практичної конференції «Актуальні питання богослов’я та історії Церкви» (до 1030-річчя Хрещення Київської Русі, 25-річчя канонізації Слобожанських новомучеників та 25-річчя відновлення духовної освіти на Слобожанщині) 9 жовтня 2018 року [Електронний ресурс]. URL: http://kdais.kiev.ua/event/%d0%92%d1%96%d1%82%d0%b0%d0%bb%d1%8c%d0%bd%d0%b5-%d1%81%d0%bb%d0%be%d0%b2%d0%be-2/
20. Организаторам и участникам Всероссийской научно-практической конференции с международным участием «Духовная школа в истории Отечества» (к 160-летию учреждения Якутской духовной семинарии) 5 жовтня 2018 року [Електронний ресурс]. URL: http://kdais.kiev.ua/event/%d0%92%d1%96%d1%82%d0%b0%d0%bb%d1%8c%d0%bd%d0%b5-%d1%81%d0%bb%d0%be%d0%b2%d0%be/
21. З нагоди Актового дня Одеської духовної семінарії 13 грудня 2019 року [Електронний ресурс]. URL: http://kdais.kiev.ua/event/%d0%92%d1%96%d1%82%d0%b0%d0%bb%d1%8c%d0%bd%d0%b5-%d1%81%d0%bb%d0%be%d0%b2%d0%be-%d1%80%d0%b5%d0%ba%d1%82%d0%be%d1%80%d0%b0-%d0%9a%d0%94%d0%90%d1%96%d0%a1-%d0%b7-%d0%bd%d0%b0%d0%b3%d0%be%d0%b4%d0%b8-4/
22. Учасникам круглого столу, присвяченого прп. Паїсію (Величковському) 30 листопада 2019 року [Електронний ресурс]. URL: http://kdais.kiev.ua/event/%d0%92%d1%96%d1%82%d0%b0%d0%bb%d1%8c%d0%bd%d0%b5-%d1%81%d0%bb%d0%be%d0%b2%d0%be-%d0%bd%d0%b0-%d0%ba%d1%80%d1%83%d0%b3%d0%bb%d0%b8%d0%b9-%d1%81%d1%82%d1%96%d0%bb-%d0%bf%d1%80%d0%b8%d1%81%d0%b2%d1%8f/
23. З нагоди Актового дня Мінської духовної академії 12 лютого 2019 року [Електронний ресурс]. URL: http://kdais.kiev.ua/event/%d0%92%d1%96%d1%82%d0%b0%d0%bb%d1%8c%d0%bd%d0%b5-%d1%81%d0%bb%d0%be%d0%b2%d0%be-%d1%80%d0%b5%d0%ba%d1%82%d0%be%d1%80%d0%b0-%d0%9a%d0%94%d0%90%d1%96%d0%a1-%d0%b7-%d0%bd%d0%b0%d0%b3%d0%be%d0%b4%d0%b8-3/
24. Організаторам та учасникам Всеукраїнської конференції керівників єпархіальних сімейних відділів УПЦ 13 листопада 2019 року [Електронний ресурс]. URL: http://kdais.kiev.ua/event/%d0%92%d1%96%d1%82%d0%b0%d0%bb%d1%8c%d0%bd%d0%b5-%d1%81%d0%bb%d0%be%d0%b2%d0%be-%d1%80%d0%b5%d0%ba%d1%82%d0%be%d1%80%d0%b0-%d0%9a%d0%94%d0%90-%d0%be%d1%80%d0%b3%d0%b0%d0%bd%d1%96%d0%b7%d0%b0%d1%82/
25. Організаторам та учасникам ІІI Міжнародної науково-практичної конференції «Актуальні питання богослов’я та історії Церкви» (до 220-річчя створення Харківської єпархії) 5 листопада 2019 року [Електронний ресурс]. URL: http://kdais.kiev.ua/event/%d0%92%d1%96%d1%82%d0%b0%d0%bb%d1%8c%d0%bd%d0%b5-%d1%81%d0%bb%d0%be%d0%b2%d0%be-%d1%80%d0%b5%d0%ba%d1%82%d0%be%d1%80%d0%b0-%d0%9a%d0%94%d0%90%d1%96%d0%a1-%d1%83%d1%87%d0%b0%d1%81%d0%bd%d0%b8%d0%ba/
26. З нагоди Актового дня Тобольської духовної семінарії 29 жовтня 2019 року [Електронний ресурс]. URL: http://kdais.kiev.ua/event/%d0%92%d1%96%d1%82%d0%b0%d0%bb%d1%8c%d0%bd%d0%b5-%d1%81%d0%bb%d0%be%d0%b2%d0%be-%d1%80%d0%b5%d0%ba%d1%82%d0%be%d1%80%d0%b0-%d0%9a%d0%94%d0%90%d1%96%d0%a1-%d0%b7-%d0%bd%d0%b0%d0%b3%d0%be%d0%b4%d0%b8-2/
27. З нагоди Актового дня Московських духовних шкіл 14 жовтня 2019 року [Електронний ресурс]. URL: http://kdais.kiev.ua/event/%d0%92%d1%96%d1%82%d0%b0%d0%bb%d1%8c%d0%bd%d0%b5-%d1%81%d0%bb%d0%be%d0%b2%d0%be-%d1%80%d0%b5%d0%ba%d1%82%d0%be%d1%80%d0%b0-%d0%9a%d0%94%d0%90%d1%96%d0%a1-%d0%b7-%d0%bd%d0%b0%d0%b3%d0%be%d0%b4%d0%b8/
28. З нагоди Актового дня Санкт-Петербурзьких духовних шкіл 9 жовтня 2019 року [Електронний ресурс]. URL: http://kdais.kiev.ua/event/%d0%92%d1%96%d1%82%d0%b0%d0%bb%d1%8c%d0%bd%d0%b5-%d1%81%d0%bb%d0%be%d0%b2%d0%be-%d0%b7-%d0%bd%d0%b0%d0%b3%d0%be%d0%b4%d0%b8-%d0%90%d0%ba%d1%82%d0%be%d0%b2%d0%be%d0%b3%d0%be-%d0%b4%d0%bd%d1%8f-%d0%a1/
29. З нагоди Актового дня Мінської духовної семінарії 12 лютого 2020 року [Електронний ресурс]. URL: http://kdais.kiev.ua/event/Вітальне-слово-ректора-Академії-з-наг/

1. Сильвестр (Стойчев) єпископ."Хто ми насправді: образ блудного чи старшого сина?" Проповідь єпископа Білогородського Сильвестра у Неділю про блудного сина[22]
2. Сильвестр (Стойчев) єпископ."Стиль життя фарисеїв — здаватися, але не бути". Проповідь ректора КДАіС у Неділю про митаря і фарисея[23]
3. Сильвестр (Стойчев) єпископ. Проповедь в 33-ю Неделю по Пятидесятнице, о Закхее — человеке, который хотел увидеть Господа[24]
4. Сильвестр (Стойчев) єпископ. О слепоте духовной и телесной. Проповедь епископа Белогородского Сильвестра в Неделю 32-ю по Пятидесятнице[25]
5. Сильвестр (Стойчев) єпископ."Вода знову стає символом життя". Проповідь єпископа Білогородського Сильвестра у свято Богоявлення Господнього[26]
6. Сильвестр (Стойчев) єпископ. Какой смысл вложен в чин Великого освящения воды? Проповедь епископа Сильвестра (Стойчева) в праздник Богоявления Господня[27]
7. Сильвестр (Стойчев) єпископ. Почему мы отмечаем праздник обрезания Господня? Проповедь епископа Сильвестра (Стойчева) на Обрезание Господня[28]
8. Сильвестр (Стойчев) єпископ. З якою метою відбулося Боговоплочення? Слово єпископа Сильвестра (Стойчева) на свято Різдва Христового[29]
9. Сильвестр (Стойчев) єпископ. Проповедь ректора КДАиС в 28-ю Неделю по Пятидесятнице, перед Рождеством Христовым, святых отец[30]
10. Сильвестр (Стойчев) єпископ."Згадуючи святих праотців, ми усвідомлюємо справжній сенс історії всього людства". Проповідь у Неділю 27-му після П’ятидесятниці[31]
11. Сильвестр (Стойчев) єпископ. «Без уміння дякувати, духовного зростання, навіть за наявності віри, не буде». Проповідь у Неділю 26-ту після П’ятидесятниці[32]
12. Сильвестр (Стойчев) єпископ. «Служити Богу, а не дню». Проповідь ректора КДАіС в Неділю 25-ту після П’ятидесятниці про зцілення скорченої жінки у суботу[33]
13. Сильвестр (Стойчев) єпископ. «Християнин повинен жити так, щоб його сприймали як свого ближнього». Проповідь в Неділю 23-тю після П’ятидесятниці[34]
14. Сильвестр (Стойчев) єпископ. «Навіть якщо помістити злу людину до раю — вона перетворить його на пекло». Проповідь у Неділю 20-ту після П’ятидесятниці[35]
15. Сильвестр (Стойчев) єпископ. «Зерно — це слово Боже». Проповідь єпископа Сильвестра (Стойчева) у 19-ту Неділю після П’ятидесятниці[36]
16. Сильвестр (Стойчев) єпископ. Проповідь єпископа Сильвестра (Стойчева) у Неділю 18-ту після П’ятидесятниці[37]
17. Сильвестр (Стойчев) єпископ. «Ми покликані бути милосердними до всіх». Проповідь ректора КДАіС у Неділю 17-ту після П’ятидесятниці[38]
18. Сильвестр (Стойчев) єпископ. Проповідь в Неділю 16-ту після П’ятидесятниці, про покликання[39]
19. Сильвестр (Стойчев) єпископ. Неділя 15-та після П’ятидесятниці. Проповідь ректора КДАіС про найбільшу заповідь[40]
20. Сильвестр (Стойчев), єпископ. Єпископ Сильвестр (Стойчев). Проповідь в Неділю 14-ту після П’ятидесятниці, про званних на весільний бенкет[41]
21. Сильвестр (Стойчев) єпископ. Проповідь на свято Воздвиження Хреста Господнього[42]
22. Сильвестр (Стойчев), єпископ. Проповідь єпископа Білогородського Сильвестра у Неділю 13-ту після П’ятидесятниці, про злих виноградарів[43]
23. Сильвестр (Стойчев), єпископ. Проповедь о богатом юноше в Неделю 12-ю по Пятидесятнице[44]
24. Сильвестр (Стойчев), єпископ. Проповідь єпископа Білогородського Сильвестра у Неділю 12-ту після П’ятидесятниці, про багатого юнака[45]
25. Сильвестр (Стойчев), єпископ. Проповедь в праздник Усекновения главы Иоанна Крестителя[46]
26. Сильвестр (Стойчев), єпископ. Проповідь єпископа Білогородського Сильвестра в Неділю 11-ту після П’ятидесятниці, про немилосердного боржника[47]
27. Сильвестр (Стойчев), єпископ. Проповідь єпископа Білогородського Сильвестра в Неділю 10-ту після П’ятидесятниці[48]
28. Сильвестр (Стойчев), єпископ. Проповедь ректора КДАиС епископа Белогородского Сильвестра в Неделю 9-ю по Пятидесятнице[49]
29. Сильвестр (Стойчев), єпископ. Проповідь на Преображення Господнє[50]
30. Сильвестр (Стойчев), єпископ. Про насичення п’яти тисяч чоловік. Проповідь у Неділю 8-му після П’ятидесятниці[51]
31. Сильвестр (Стойчев), єпископ. Про зцілення двох сліпих і німого біснуватого. Проповідь ректора КДАіС у Неділю 7-му після П’ятидесятниці
32. Сильвестр (Стойчев), єпископ. Проповедь об исцелении расслабленного в Неделю 6-ю по Пятидесятнице[52]
33. Сильвестр (Стойчев), єпископ. Проповідь єпископа у Неділю 5-ту після П’ятидесятниці про одержимість[53]
34. Сильвестр (Стойчев), єпископ. Слово в Неділю 4-ту після П’ятидесятниці[54]
35. Сильвестр (Стойчев), єпископ. Проповідь єпископа у день пам’яті преподобного Сергія Радонезького[55]
36. Сильвестр (Стойчев), єпископ. Проповідь єпископа у день пам’яті апостолів Петра і Павла про першість влади у Церкві[56]
37. Сильвестр (Стойчев), єпископ. Слово в Неділю 3-тю після П’ятидесятниці[57]
38. Сильвестр (Стойчев), єпископ. Проповідь у день свята Різдва чесного славного Пророка, Предтечі і Хрестителя Господнього Іоанна[58]
39. Сильвестр (Стойчев), єпископ. Слово про покликання у Неділю 2-гу після П’ятидесятниці[59]
40. Сильвестр (Стойчев), єпископ. Проповідь у Неділю 1-у після П’ятидесятниці. Всіх святих[60]
41. Сильвестр (Стойчев), епископ. Слово в Великую Субботу: «Зачем Христос спустился в ад?»[61]
42. Сильвестр (Стойчев) епископ. Слово в Великую Пятницу[62]
43. Сильвестр (Стойчев), епископ. Проповідь в Неделю о Страшнем суде. // Труди Київської духовної Академії № 28
44. Сильвестр (Стойчев), епископ. Проповедь в день памятьи святого Архангела Гавриила. // Труди Київської духовної Академії № 29
45. Сильвестр (Стойчев), епископ. Проповедь в неделю о блудном сыне. // Труди Київської духовної Академії № 33
46. Сильвестр (Стойчев), епископ. Проповідь у Неділю про митаря і фарисея [Електронний ресурс]. URL: http://kdais.kiev.ua/event/propovid21022021/
47. Сильвестр (Стойчев), епископ. Проповедь в день праздника Сретения Господня [Електронний ресурс]. URL: http://kdais.kiev.ua/event/propovid15022021/
48. Сильвестр (Стойчев), епископ. Проповедь на праздник Сретения Господня [Електронний ресурс]. URL: http://kdais.kiev.ua/event/14022021/
49. Сильвестр (Стойчев), епископ. Проповедь в день праздника трех святителей [Електронний ресурс]. URL: http://kdais.kiev.ua/event/11022021/
50. Сильвестр (Стойчев), епископ. Проповедь в день памяти блж. Ксении Петербургской [Електронний ресурс]. URL: http://kdais.kiev.ua/event/propovid06022021/
51. Сильвестр (Стойчев) епископ. Проповедь в день Равноапостольной Нины просветительницы Грузии — http://georgievka.cerkov.ru/2021/01/27/episkop-silvestr-stojchev-propoved-v-den-pamyati-svyatoj-ravnoapostolnoj-niny-prosvetitelnicy-gruzii/

1. О действии Святого Духа в Церкви — очевидном и неочевидном [Електронний ресурс]. URL: https://www.youtube.com/watch?v=HgNkiQUGrIQ
2. Жить, познавая Бога. [Електронний ресурс]. URL: https://www.youtube.com/watch?v=lzUjzOmSpp8
3. О Великом четверге [Електронний ресурс]. URL: https://www.youtube.com/watch?v=ZU49UEoqqaU
4. Слово в день Пятидесятницы [Електронний ресурс]. URL: https://www.youtube.com/watch?v=kBZrsSryqYk
5. Слово в праздник Вознесения Господа нашего Иисуса Христа [Електронний ресурс]. URL: https://www.youtube.com/watch?v=Li385j2ycJ8
6. Слово в Неделю 6-ю после Пасхи, о слепом [Електронний ресурс]. URL: https://www.youtube.com/watch?v=3MGq2onAFo
7. Слово в Неделю о самарянке [Електронний ресурс]. URL: https://www.youtube.com/watch?v=6rWOGwitbsA
8. Слово в Неделю жен-мироносиц [Електронний ресурс]. URL: https://www.youtube.com/watch?v=xt9ox860aK8
9. О второй неделе Великого поста — свт. Григория Паламы [Електронний ресурс]. URL: https://www.youtube.com/watch?v=2kx2RtAfRd0
10. Слово в Неделю о расслабленном [Електронний ресурс]. URL: https://www.youtube.com/watch?v=LTNF0_F3mWo
11. Слово в день праздника Благовещения Пресвятой Богородицы [Електронний ресурс]. URL: https://www.youtube.com/watch?v=fQbNHuTjNKg
12. "Как победить страх перед разворачивающейся катастрофой? [Електронний ресурс]. URL: https://www.youtube.com/watch?v=Pu2RFAyrAwY
13. О значении действий Святого Духа в Церкви и для нашего спасения (Відео). [Електронний ресурс]. URL: http://kdais.kiev.ua/event/О-значении-действий-Святого-Духа-в-Церкви/
14. Ректор академії розповів про глибинний зв’язок Благовіщення Пресвятої Богородиці та Великої Суботи (Відео). [Електронний ресурс]. URL: http://kdais.kiev.ua/event/Ректор-Академії-про-глибинний-звязок-Благовіщення-та-Великої-Суботи/
15. Слово ректора КДАиС еп. Белогородского Сильвестра в день Входа Господнего в Иерусалим 12.04.2020
16. Страстная седмица: епископ Сильвестр (Стойчев) о Великом четверге

## Награды
Церковные награды:
- Орден преподобного Нестора Летописца (2010)
- Орден святителя Петра Могилы (2015)
- Орден святителя Димитрия Ростовского (2019)
- Орден Марии Магдалины II степени Польской православной церкви (2019)
- Медаль Праведной Софии княгини Слуцкой ІІ степени Белорусской православной церкви (2019)
- Орден Святого равноапостольного великого князя Владимира І степени (2020)

## Публикации
1. Догматичне богослов’я. Навчальний посібник для духовних семінарій. К.: Видавничий відділ Української Православної Церкви, 2019. 248 с.
2. Догматическое богословие. Учебное пособие для 2-го класса духовной семинарии. К., 2016. 240 с.